# Mount Justman
Mount Justman ist ein 740 m hoher Berg an der Amundsen-Küste in der antarktischen Ross Dependency. Im nördlichen Teil der Gabbro Hills ragt er auf halbem Weg zwischen dem Olliver Peak und Mount Roth auf.
Das Advisory Committee on Antarctic Names benannte ihn 1966 nach Lieutenant Commander Leroy George Justman (1916–1992), Einsatzleiter im Kommandostab der Unterstützungseinheiten der United States Navy in Antarktika im Jahr 1964.